# Yelvertoft
Yelvertoft – wieś w Anglii, w hrabstwie Northamptonshire, w dystrykcie (unitary authority) West Northamptonshire. Leży 22 km na północny zachód od miasta Northampton i 119 km na północny zachód od Londynu. Miejscowość liczy 821 mieszkańców.